# فارست گالانته
فارست گالانته (زاده ۳۱ مارس ۱۹۸۸) یک ماجراجوی آمریکایی در فضای باز، شخصیت تلویزیونی و حافظ محیط زیست است. او در زمینه زیست‌شناسی حیات وحش کار می‌کند و متخصص در اکتشاف حیوانات در آستانه انقراض است. او مجری برنامه‌های تلویزیونی Extinct or Alive on Animal Planet و «موجودات اسرارآمیز با فارست گالانته» و همچنین چندین برنامه هفته کوسه است.